# The Legend of Valkyrie
The Legend of Valkyrie (ワルキューレの伝説?, Valkyrie no Densetsu) è un videogioco arcade del 1989 sviluppato e pubblicato da Namco. Seguito di Valkyrie no Bōken: Toki no Kagi Densetsu, è il secondo titolo della serie ambientato a Marvel Land. Convertito per TurboGrafx-16, il gioco è stato distribuito in Giappone per Wii su Virtual Console. È inoltre incluso nella raccolta Namco Museum Vol. 5 per PlayStation.